# César de la Hoz López
César de la Hoz López (nascut el 30 de març de 1992) és un futbolista càntabre que juga principalment de migcampista al Reial Oviedo.

## Carrera de club

### Carrera inicial
Nascut a Orejo, Marina de Cudeyo, Cantàbria, de la Hoz va ser un producte del planter del Racing de Santander, i va debutar amb el filial de sènior la temporada 2011-12, a Tercera Divisió. El 19 d'agost de 2012 va fer el seu debut com a professional, començant com a titular en una derrota a casa per 0-1 contra la UD Las Palmas, al campionat de Segona Divisió.
El 13 de juliol de 2013, de la Hoz es va incorporar al Barakaldo CF a Segona Divisió B. Després d'aparèixer habitualment, el 10 de juliol de 2014 es va traslladar al Reial Betis B.
El 30 d'agost de 2017, de la Hoz va ser cedit a l'Albacete Balompié de segona divisió, per un any. Va marcar els seus primers gols professional el 15 d'octubre, marcant un doblet en un partit a casa contra el Sevilla Atlètic guanyat per 2-1.

### Almeria
El 4 de juliol de 2018, de la Hoz va signar un contracte de dos anys amb la UD Almeria, encara a la segona categoria. El 6 d'octubre de 2021, després d'establir-se com a titular i un dels capitans de l'equip, va renovar el seu contracte fins al 2023; els andalusos van aconseguir l'ascens a la primera divisió com a campions al final d'aquella temporada.
De la Hoz va debutar en el primer nivell als 30 anys el 27 d'agost de 2022, substituint Íñigo Eguaras al descans en una victòria a casa per 2-1 davant el Sevilla FC. Va marcar el seu primer gol a la categoria el 29 d'octubre, marcant el segon del seu equip en una victòria per 3-1 davant el RC Celta de Vigo també al Power Horse Stadium.
El 14 de juny de 2023, de la Hoz i el seu company d'equip Francisco Portillo van abandonar els rojiblancos perquè els seus contractes finalitzaven.

### Valladolid
El 21 de juliol de 2023, de la Hoz va signar un contracte de dos anys amb el Real Valladolid, acabat de descendir a segona divisió.

## Palmarès
Almeria
- Segona Divisió: 2021–22